# Santa Lucía la Reforma
Santa Lucía la Reforma è un comune del Guatemala facente parte del dipartimento di Totonicapán.
Il comune venne istituito il 12 ottobre 1904 con parte del territorio del comune di Santa María Chiquimula.